# Vegastar
Vegastar es una banda de rock francesa con sede en Orleans. Diferentes estilos musicales como el metal, power pop, rock, new wave y la electrónica, el grupo se hizo conocido al público por la primera parte del grupo francés conocido como Pleymo, y Kyo AqME.
Desde 2004, el grupo Vegastar es parte del equipo integrado actualmente por ninguna parte Enhancer. La banda lanzó en 2004, el día de su visita a la Olympia de París con Deftones, un EP de 5 temas.
Su álbum titulado una nueva tormenta fue lanzado el 25 de septiembre de 2005. Este disco incluye el sencillo electro-rock 100 ° Piso, que presentó a la banda a nivel nacional. Otro sencillo fue lanzado del álbum, dueño de mi vida. El clip fue realizado en Las Vegas. Este álbum fue reeditado en 2006 con una cifra sin precedentes y 5 remixes, además de la lista de canciones de la primera versión.
La banda lanzó su nuevo álbum de TV el 7 de enero de 2008, el álbum, prevista inicialmente para el 20 de agosto de 2007 se produjo su liberación retardada. En julio de 2007, el modo Arcade es el nuevo sencillo del grupo. Entonces, el 5H segundo single en su piel, un dueto con Neva, fue lanzado en noviembre de 2007.
La banda realiza la primera parte del grupo Linkin Park Nu-Metal/Rap el Galaxy antes de Amneville 12 000, 17 de enero de 2008.

## Miembros
- Franklin Ferrand (Vocalista)
- Jey Riera (Guitarra)
- Vincent Mercier (Bajo)
- Vincent (Batería)

## Exmiembros
- Fabien García(Guitarra) [2001-2009]
- Jocelyn Moze (Batería) [2001-2007] Ahora Empyr
- Aurelien (Bajo) [2001-2003]
- Phaabs (Vocalista) [2001-2003]

## Discografía
Vegastar EP (2004)
1. Comme Un Aimant
2. Un Nouvel Orage
3. Savourer Tes Pleurs
4. Trouver L'Issue
5. Une Nuit

Un Nouvel Orage (2005)
1. 100° Étage
2. Mon Repaire
3. Maître De Ma Vie
4. À Cause De Toi
5. Mortem
6. La Faille
7. L'étincelle
8. Elle Blesse
9. L'ombre De Vos Vies
10. Une Nuit
11. Un Nouvel Orage

Un Nouvel Orage + Remix (2006)
1. 100° Étage
2. Mon Repaire
3. Maître De Ma Vie
4. À Cause De Toi
5. Mortem
6. La Faille
7. L'étincelle
8. Elle Blesse
9. L'ombre De Vos Vies
10. Une Nuit
11. Un Nouvel Orage
12. À Sa Demande (Bonus Track)
13. 100° Étage (Enzo Mori & Stephan Clark Remix)
14. Mortem (Heartwork Remix)
15. À Cause De Toi (Enzo Mori & Stephan Clark Remix)
16. Mortem (Animalsons Remix)
17. Elle Blesse (Para One Remix)

Télévision (Vegastar)|Télévision (2008)
1. Le Defilé
2. 5H Dans Ta Peau (Feat. Neva)
3. Lost Boy
4. Le Paradis Brûle
5. Vivre À L'envers
6. Coma Berenices
7. Mode Arcade
8. Le Goût Des Cendres
9. Si Le Temps T'efface
10. Burn Skavsta Burn
11. Point Zéro
12. Requiem

### Singles
- Maître de ma vie
- 100eme étage
- 100eme étage (Remix)
- A Cause de Toi
- Mode Arcade (2007)
- 5h Dans Ta Peau (ft. Neva) (2007)
- Lost Boy (2008)

## Videos
- 100° Étage
- Maître De Ma Vie
- 100° Étage (Enzo Mori & Stephan Clark Remix)
- Mode Arcade
- 5H Dans Ta Peau (Feat. Neva)
- Lost Boy'
- Coma bérénices
- Le défilé

## Clasificación
El Sencillo 100ème étage (album Un Nouvel Orage) alcanzó el puesto 17 de las listas francesas, 20 de mayo de 2006.

## Álbumes
- El álbum Un Nouvel Orage se coloca en el lugar de la 53 ª listas francesas, 1 de octubre de 2005.
- El álbum Télévision alcanzó el 80mo lugar en las cartas francesas, 12 de enero de 2008.